# Acraea umbratalcippina
Acraea umbratalcippina är en fjärilsart som beskrevs av Le Doux 1931. Acraea umbratalcippina ingår i släktet Acraea och familjen praktfjärilar. Inga underarter finns listade i Catalogue of Life.